# In the End (chanson de Linkin Park)
Pour les articles homonymes, voir In the End.
Singles de Linkin Park
Crawling
(2000) Papercut
(2001)
Pistes de Hybrid Theory
By Myself A Place for My Head
In the End est le quatrième et dernier single du premier album Hybrid Theory (2000) du groupe de rock alternatif américain Linkin Park. Ce single a été un très grand succès aux États-Unis, il a atteint la seconde position du Billboard Hot 100 au début de 2002, leur meilleure position à ce jour dans ce classement. Il a quitté le classement 38 semaines après sa sortie.
Il a même été un succès dans les autres classements, atteignant la première position dans la majorité des classements américains dans lesquels il a paru. Au Royaume-Uni, In the End atteint le top 10, alors que les trois autres singles atteignent le top 30. C'est leur premier succès mondial et elle est considérée comme l'une de leurs références principales.
Elle est également la chanson que le groupe a joué le plus souvent.
En France, la chanson a atteint la 40e place fin 2001, mais est re-rentrée dans le classement à la 23e position après la mort du chanteur Chester Bennington.

## Clip vidéo
Le clip se déroule dans un univers fantastique. Le groupe se produit au sommet d'une statue géante, qui est similaire au soldat ailé présent sur la pochette de Hybrid Theory.

## Certifications
| Pays                    | Certification | Unités certifiées |
| ----------------------- | ------------- | ----------------- |
| Danemark (IFPI)         | Platine       | 90 000            |
| Espagne (PROMUSICAE)    | Or            | 25 000            |
| États-Unis (RIAA)       | 4 × Platine   | 4 000 000         |
| Italie (FIMI)           | 3 × Platine   | 150 000           |
| Nouvelle-Zélande (RMNZ) | Or            | 5 000             |
| Portugal (AFP)          | 3 × Platine   | 120 000           |
| Royaume-Uni (BPI)       | 2 × Platine   | 1 200 000         |
| Suède (GLF)             | Or            | 15 000            |
| Suisse (IFPI)           | Or            | 20 000            |